# Feriae
Feriae  (lateinisch, Plural; ursprünglich fesiae) war die Bezeichnung für Feste im antiken Rom. Es gab zwei Typen von Festen: öffentliche Feste, feriae publicae, und private Feste, feriae privatae. Zu letzteren zählen die feriae familiares und feriae singulorum. Sie waren an Familien und Sippen, gentes, oder an bestimmte Gruppen gebunden. Geburtstage, Totenopfer und Ähnliches wurden hierbei begangen. Allgemein wurden unter feriae aber nur die feriae publicae verstanden, die wiederum in Untergruppen organisiert waren:
- feriae stativae: kalendarisch offiziell festgelegte Tage
- feriae conceptivae: kalendarisch, innerhalb eines offiziell bestimmten Zeitraumes; jährliche Neufestlegung und Ankündigung vom Rex sacrorum
- feriae imperativae: außerordentliche Feste, die in Krisensituationen von einem Beamten mit Imperium festgelegt wurden

Die  feriae nundinae, Markttage als routinemäßige Feste, sind nicht den feriae publicae zuzurechnen.
Kennzeichnend für die feriae publicae war die allgemeine Arbeitsruhe, insbesondere das Ruhen jeder Rechtstätigkeit, da die Tage dies nefasti waren. Kultische Handlungen, die mit den feriae verbunden waren, wurden von Vertretern des Volkes, Priestern und Magistraten, vollzogen. Wer an den Festen teilnehmen musste, wurde für jedes Fest einzeln festgelegt. Eine allgemeine Pflicht zur Teilnahme bestand nicht, sondern beschränkte sich auf definierte Personengruppen. 
Während die allgemein geltenden feriae stativae in den Kalendern notiert waren und durch entsprechende Erwähnungen und Funde recht gut dokumentiert sind, fehlt dieses Wissen für die Gruppe der feriae conceptivae weitgehend. Einzelne Funde wie im Fall der feriae Latinae geben trotzdem einen gewissen Einblick. Blieb die Anzahl der Ferientage während der Zeit der Römischen Republik einigermaßen konstant, wurde sie nach Caesars Tod durch Gedenktage erhöht und vor allem in der Kaiserzeit um Feierlichkeiten zu Geburts- und Todestagen der Kaiser vermehrt.
Die Singularform feria ist nur in christlichem Kontext belegt und bezeichnete insbesondere die einzelnen Feiertage der Osterwoche als prima feria, secunda feria etc., um sie von den heidnischen feriae abzusetzen. Im späteren Latein (und im heutigen Portugiesisch) steht dann im Gegensatz zur ursprünglichen Bedeutung feria präzise für die einfachen Wochentage, sowohl im liturgietechnischen Sinn ("Tag, auf den kein Sonntag oder Fest fällt") als auch, mit einer Ordnungszahl, zur Unterscheidung voneinander ("secunda feria" = Montag usw.; sehr deutlich im heutigen Portugiesisch erhalten; vgl. auch italienisch giorno feriale = „Werktag“). Das römische Brevier führt dies auf eine Anordnung des hl. Papstes Silvester I. zurück: für den Christen und speziell den Kleriker sei jeder Tag ein Feiertag.